# Диксон, Пол (музыкант)
Пол Ди́ксон (англ. Paul Dixon; 8 августа 1989, Лондон) — британский певец, гитарист, автор-исполнитель
, более известный под псевдонимами David’s Lyre и Fyfe.

## Биография
Диксон родом из Лондона, переехал в Манчестер, где поступил в университет. Он был участником нескольких групп, записывал кавер-версии (в том числе на Элли Голдинг), делал ремиксы на треки Marina and the Diamonds и Everything Everything. Первоначально выступал под своим настоящим именем, но затем взял псевдоним, чтобы обозначить новый этап в своей музыке, и стал появляться на фотографиях и видео в чёрной маске-домино. Его псевдоним отсылает к библейскому царю Давиду, который играл на лире. По собственному признанию, на него оказала влияние поэзия, в частности стихи Каммингса и Стернза. Журналист Би-би-си Майк Дайвер в рецензии на дебютный мини-альбом сравнил Диксона с Патриком Вулфом и Villagers.
В августе 2010 года выпустил дебютный сингл «Tear Them Down», спродюсированный Амиром Амором. Песня получила положительную оценку на сайте The Guardian, где David’s Lyre появился в разделе «Новичок дня». Она также была отмечена в списке New Musical Express «10 треков, которые вы должны услышать на этой неделе». Менее полугода спустя он вновь был упомянут в этой рубрике, на этот раз с песней «In Arms». Ник Гримшоу представил её как «сингл недели» в своей программе на BBC Radio 1. В основу сопутствующего видеоклипа легли кадры из российской анимационной короткометражки «Изобретение любви». Трек был включён в одноимённый мини-альбом, выпущенный на лейбле Hideout Recordings 21 февраля 2011 года. David’s Lyre гастролировал с группой Chapel Club, а летом выступал на фестивале LeeFest. 24 октября вышел сингл «Hidden Ground», в конце года были представлены кавер-версии песен «Video Games» Ланы Дель Рей и «No Light, No Light» Florence and the Machine.
20 февраля 2012 года вышел студийный альбом Picture of Our Youth, который распространялся через Bandcamp по системе «плати, сколько пожелаешь». Диксон объявил о том, что это последняя его запись под именем David’s Lyre и что он будет выступать на разогреве в турне группы Spector.
Диксон продолжил карьеру под именем Fyfe и в апреле 2013 года выпустил мини-альбом Solace.

## Дискография

### Альбомы
- In Arms EP (2011)
- Picture of Our Youth (2012)
- Solace EP (2013)
- Control (2015)
- Stronger EP (2016)
- The space between (2017)
- More space between (2017)

### Синглы
- «Tear Them Down» (2010)
- «Heartbeat» (2011)
- «Hidden Ground» (2011)
- «Love you more»
- «Belong»
- «Everything is everything»